# Anthony Martial
Anthony Jordan Martial, född 5 december 1995, är en fransk fotbollsspelare (anfallare) som spelar för grekiska AEK Aten. 
Han började sin professionella karriär i Olympique Lyon men blev 2013 värvad av AS Monaco för 6 miljoner pund. År 2015, så värvade Manchester United honom för ca 36 miljoner pund plus eventuella bonusar som kan öka det till 57,6 miljoner pund. Detta blev mycket uppmärksammat i media eftersom det var den dyraste övergångssumman för en professionell fotbollsspelare som är under 20 år någonsin, redan innan bonusarna. Martial gjorde mål för Manchester United i sin debut mot största rivalen Liverpool FC. Hans kontrakt förlängdes inte efter säsongen 23/24. 

### Klubb statistik
| Klubb             | Season            | Inhemsk liga      | Inhemsk liga | Inhemsk liga | Nat. turn. | Nat. turn. | Interna. turn. | Interna. turn. | Europa | Europa | Annat | Annat | Totalt | Totalt |
| Klubb             | Season            | Serie             | SM           | Mål          | SM         | Mål        | SM             | Mål            | SM     | Mål    | SM    | Mål   | SM     | Mål    |
| ----------------- | ----------------- | ----------------- | ------------ | ------------ | ---------- | ---------- | -------------- | -------------- | ------ | ------ | ----- | ----- | ------ | ------ |
| Lyon B            | 2012–13           | CFA               | 11           | 5            | —          | —          | —              | —              | —      | —      | —     | —     | 11     | 5      |
| Lyon              | 2012–13           | Ligue 1           | 3            | 0            | 0          | 0          | 0              | 0              | 1      | 0      | —     | —     | 4      | 0      |
| Monaco B          | 2013–14           | CFA               | 4            | 3            | —          | —          | —              | —              | —      | —      | —     | —     | 4      | 3      |
| Monaco            | 2013–14           | Ligue 1           | 11           | 2            | 3          | 0          | 1              | 0              | —      | —      | —     | —     | 15     | 2      |
| Monaco            | 2014–15           | Ligue 1           | 35           | 9            | 3          | 2          | 3              | 1              | 7      | 0      | —     | —     | 48     | 12     |
| Monaco            | 2015–16           | Ligue 1           | 3            | 0            | —          | —          | —              | —              | 4      | 1      | —     | —     | 7      | 1      |
| Monaco            | Totalt            | Totalt            | 49           | 11           | 6          | 2          | 4              | 1              | 11     | 1      | —     | —     | 70     | 15     |
| Manchester United | 2015–16           | Premier League    | 31           | 11           | 7          | 2          | 2              | 1              | 9      | 3      | —     | —     | 49     | 17     |
| Manchester United | 2016–17           | Premier League    | 25           | 4            | 3          | 1          | 3              | 2              | 10     | 1      | 1     | 0     | 42     | 8      |
| Manchester United | 2017–18           | Premier League    | 30           | 9            | 4          | 0          | 3              | 1              | 8      | 1      | 0     | 0     | 45     | 11     |
| Manchester United | 2018–19           | Premier League    | 6            | 3            | 0          | 0          | 1              | 0              | 2      | 1      | —     | —     | 9      | 4      |
| Manchester United | Totalt            | Totalt            | 92           | 27           | 14         | 3          | 9              | 4              | 29     | 6      | 1     | 0     | 145    | 40     |
| Totalt i klubblag | Totalt i klubblag | Totalt i klubblag | 159          | 46           | 20         | 5          | 13             | 5              | 41     | 7      | 1     | 0     | 234    | 63     |

### Övriga källor
- Anthony Martial på Soccerway (engelska)
- ”Anthony Martials profil på Premier Leagues hemsida”. https://www.premierleague.com/players/11272/Anthony-Martial/stats. Läst 11 mars 2025.